# Pniarek obrzeżony

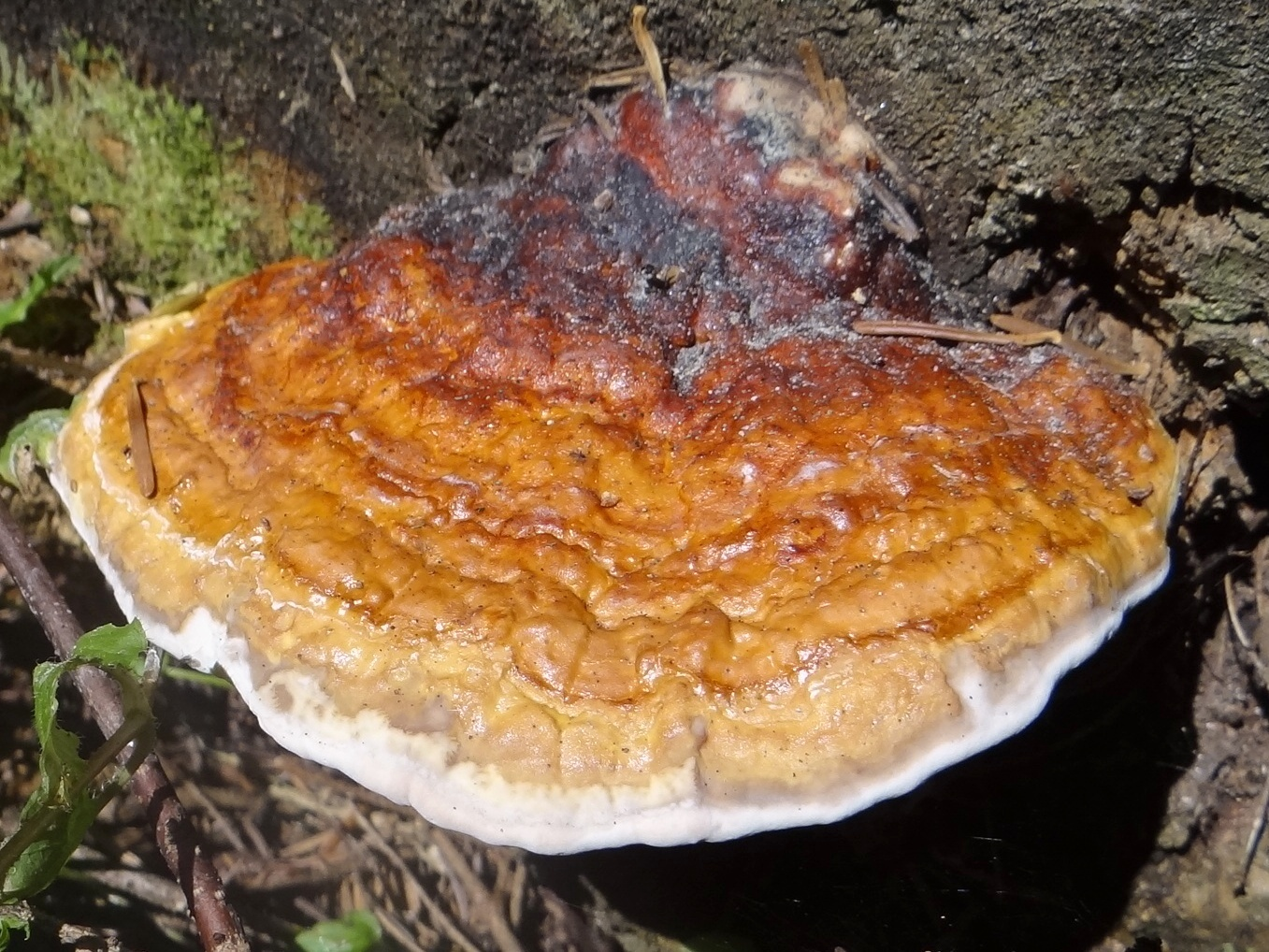
Młody owocnik

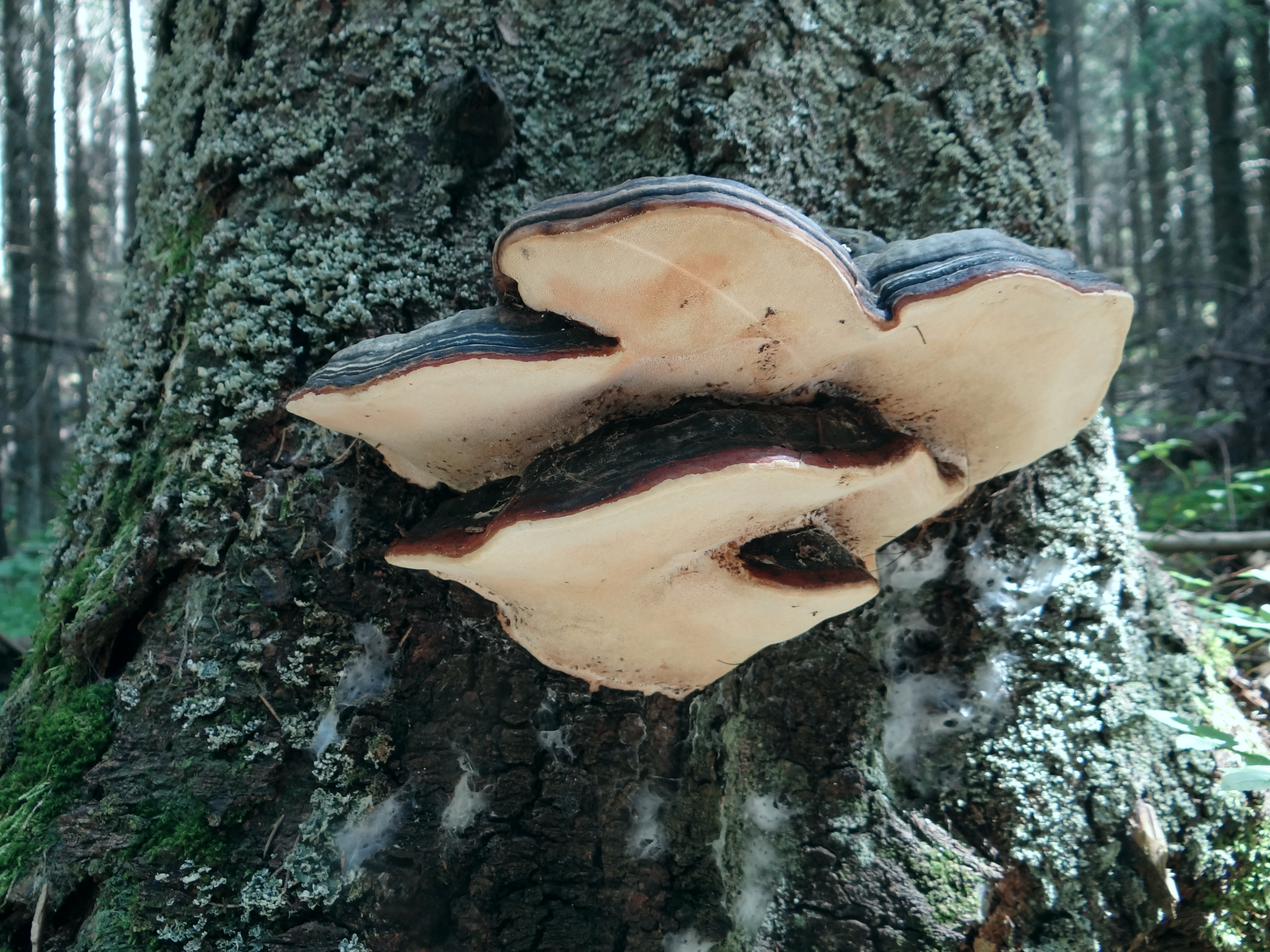
Stary owocnik

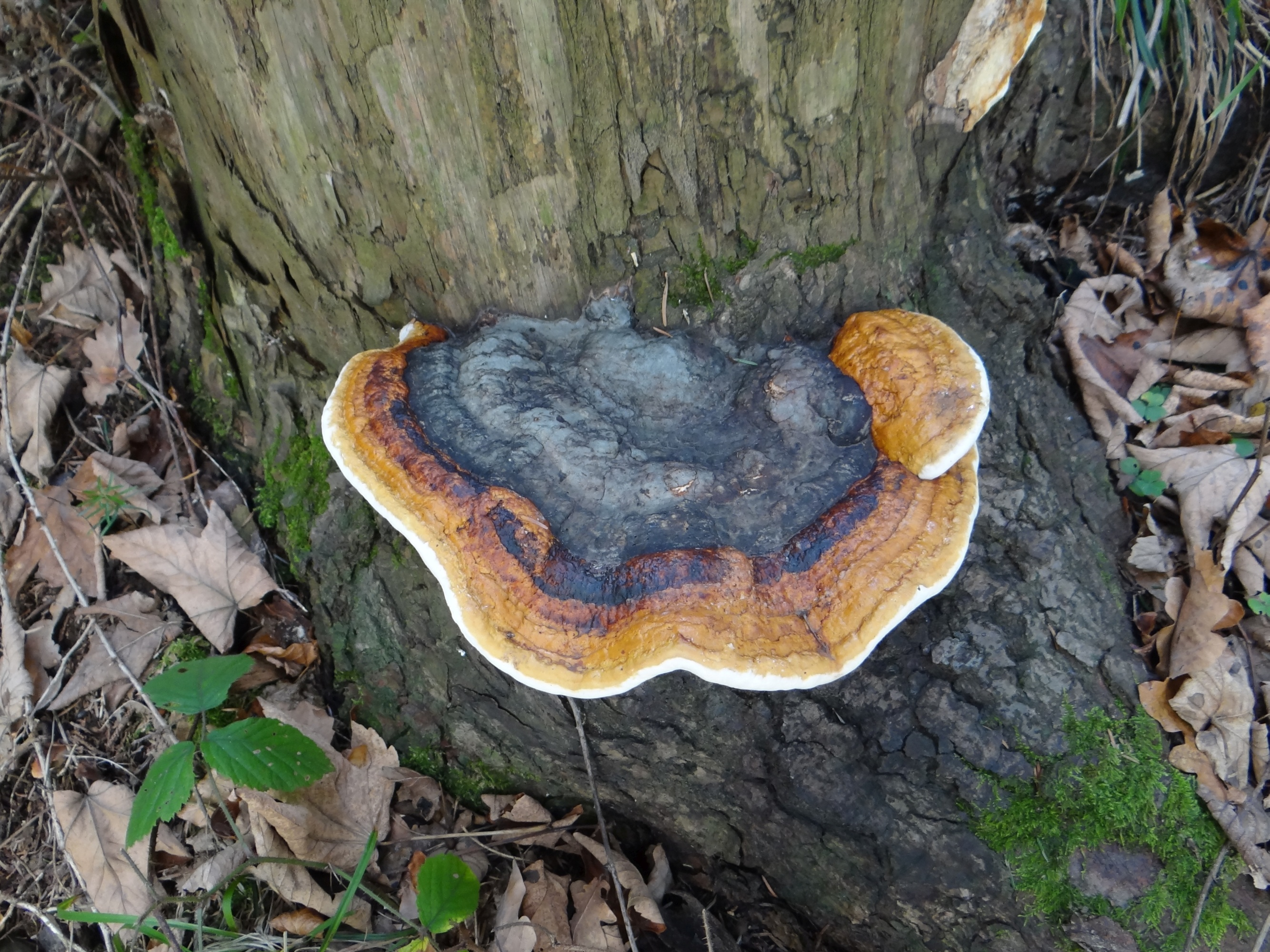
Strefa przyrostu jest wyraźnie jaśniejsza

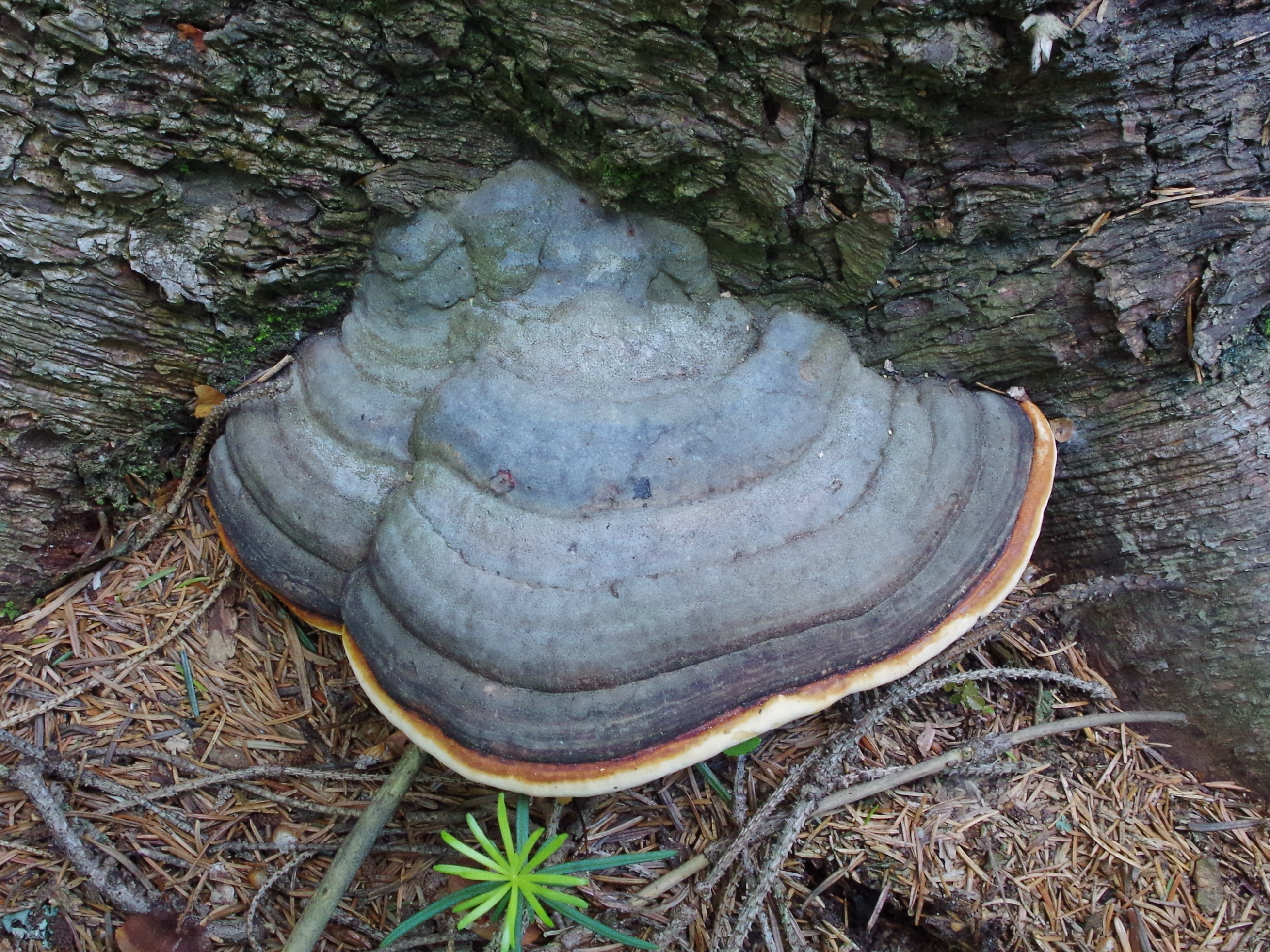
Stary owocnik u nasady pnia żywej jodły

Pniarek obrzeżony (Fomitopsis pinicola (Sw.) P. Karst.) – gatunek grzybów z rodziny pniarkowatych (Fomitopsidaceae).

## Systematyka i nazewnictwo
Pozycja w klasyfikacji według Index Fungorum: Fomitopsidaceae, Polyporales, Incertae sedis, Agaricomycetes, Agaricomycotina, Basidiomycota, Fungi.
Po raz pierwszy opisał go w 1810 r. Olof Peter Swartz, nadając mu nazwę Boletus pinicola. Obecną, uznaną przez Index Fungorum nazwę, nadał mu w 1881 r. Petter Karsten, przenosząc go do rodzaju Fomitopsis. Synonimów nazwy naukowej ma około 60. Nazwa polska pojawiła się w pracy Stanisława Domańskiego i in. w 1967 r. W polskim piśmiennictwie mykologicznym gatunek ten ma również inne nazwy polskie: huba obrzeżona, huba sosnowa, huba czerwonobrzeżna, żagiew sosnowa.

## Morfologia
Pokrój
Huba o wieloletnim owocniku przyrośniętym bokiem do drzewa (żywego lub martwego).
Owocnik
Szerokość dochodzi do 40 cm, grubość do 15 cm. Młode egzemplarze mają owocnik spłaszczony, starsze – grubszy, kopytowaty. Starsze owocniki pokryte twardą skórką barwy szarobrązowej z jaśniejszą strefą przyrostu. W czasie dużych upałów skórka ulega stopieniu. Strefa przyrostu – u młodych barwy białawej, pomarańczowej do wiśniowej, u starszych – ciemniejsza i węższa.
Rurki
Na dolnej stronie owocnika jest kilka warstw rurek o długości do 8 mm w każdej warstwie, barwy kremowej do żółtawej. Z wiekiem spód owocnika staje się brązowy. Pory rurek okrągłe, regularne. Hymenofor po zgnieceniu, lub na starych owocnikach, przyjmuje barwę kremową. Na podstawie ilości warstw rurek nie można jednak określić wieku owocnika, gdyż w ciągu roku może on wytworzyć od jednej do kilku tych warstw.
Miąższ
Barwy drewna lub cytrynowożółty do żółtobrązowego, uszkodzony lekko różowieje. W smaku jest gorzki.
Wysyp zarodników
Biały. Zarodniki gładkie i bezbarwne, eliptyczne lub podłużnie jajowate, o rozmiarach 6–8 × 3–4 μm.
Gatunki podobne
Pniareczka różowa (Rhodofomes roseus) o mniejszych owocnikach (do 8 cm szerokości) w kolorze od brudnoróżowego przez purpuroworóżowy do prawie czarnego. Starsze owocniki pniarka obrzeżonego stają się szare i bardzo podobne do hubiaka pospolitego (Fomes fomentarius). Rozróżnić je można po kolorze porów (u pniarka są żółte), strefie przyrostu (u hubiaka jest brązowa) lub próbą zapałki: u hubiaka skórka pod zapaloną zapałką tylko zwęgla się, u pniarka topi.

## Występowanie i siedlisko
Występuje tylko na półkuli północnej, w Ameryce Północnej, Europie i Azji. W Europie Środkowej jest pospolity. Również w Polsce jest pospolity.
Występuje pospolicie na drzewach iglastych, najczęściej na sośnie zwyczajnej i świerku pospolitym, rzadziej na jodle pospolitej i modrzewiu europejskim. Dość często wyrasta również na drzewach liściastych: olszy czarnej, olszy szarej i brzozie brodawkowatej, ale można go również zaobserwować na licznych drzewach o twardym drewnie, takich jak: różne gatunki klonów, buków, grabów, głogów, także na drzewach owocowych: wiśni ptasiej (czereśni), jabłoni domowej i różnych śliwach. Notowany również na wierzbie białej oraz ogrodowych i parkowych drzewach ozdobnych, takich jak: jodła wonna, jodła balsamiczna, jodła kalifornijska, cyprysik Lawsona, modrzew japoński, Picea asperata, świerk Engelmanna, świerk kłujący, świerk sitkajski, sosna Banksa, sosna wejmutka, daglezja zielona i żywotnik zachodni. Występuje zarówno na żywych, jak i martwych drzewach. W górach występuje aż po górną granicę lasu.
Czasami na owocnikach pniarka obrzeżonego rozwija się inny grzyb – Trichoderma pulvinatum.

## Znaczenie
Grzyb niejadalny. Groźny pasożyt drzew, powodujący brunatną zgniliznę drewna. Dawniej, pokrojony i rozbity na płatki owocnik służył do tamowania zewnętrznych krwawień. Tak przygotowany i wysuszony owocnik odznacza się znakomitymi właściwościami higroskopijnymi i antybiotycznymi w stosunku do bakterii zakażających otwarte rany.